# فلسفه علوم رایانه
فلسفه علوم رایانه (به انگلیسی: Philosophy of computer science) شاخه‌ای از فلسفه است که به بررسی مسائل فلسفی مرتبط با علوم رایانه می‌پردازد.
معناشناسی، برنامه و برنامه‌نویسی، انتزاع و رایانش از جمله مباحث مهمی هستند که این شاخه از فلسفه بر روی آنها تمرکز می‌کند.